# دینا الرمان
دینا الرمان (استونیایی: Dina Ellermann؛ زادهٔ ۲۰ دسامبر ۱۹۸۰) سوارکار اهل استونی است.